# Hanna Skowrońska-Zbrowska
Hanna Skowrońska-Zbrowska (ur. 12 października 1954 w Białymstoku) – polska montażystka filmowo-telewizyjna i reżyser produkcji filmowych. W 1981 roku ukończyła studia na Wydziale Montażu FAMU w Pradze.

## Filmografia
- 2003: Zróbmy sobie wnuka, postprodukcja dźwięku
- 1996: Złote Runo, montaż
- 1995: archiwista, montaż
- 1990: Mów mi Rockefeller, montaż
- 1994–1995: Spółka rodzinna, montaż,
- 1993: Królewska klątwa(5) w trzy dni aby wygrać, montaż
- 1993: Goodbye Rockeffeller, montaż,
- 1992: Żegnaj Rockeffeller, montaż,
- 1991: Głos montaż,
- 1989: Po upadku, montaż,
- 1987: Jedenaste przykazanie, montaż,
- 1986: Tulipan, montaż
- 1975: Pryzmat, w charakterze współpracy przy filmie